# Hyleorus takanoi
Hyleorus takanoi là một loài ruồi trong họ Tachinidae.